# Rio Arșița (Bistricioara)
O Rio Arşiţa é um rio da Romênia afluente do rio Pintic, localizado no distrito de Neamţ.